# Gioventù in Cantata
Gioventù in Cantata è una formazione corale nata nel 1971 con l’intento di promuovere e sviluppare l’educazione musicale dei ragazzi.
Il repertorio spazia dal genere classico alla musica contemporanea, interpretate con spiccata personalità grazie all’innesto, nella pratica musicale, di nuovi elementi di teatralità, gestualità e movimento.

## Storia
Nel 1971, grazie all’iniziativa di Don Mario Geremia, di Erminio Mason e di Albano Berton, nasce a Marostica il coro della “Ciliegia d’oro” con l’intento di interessare i bambini al canto attraverso un’esperienza educativa e allo stesso tempo divertente. Il coro, che inizialmente si esibiva con un repertorio tratto dai successi del più famoso “Zecchino d’oro”, si inserì in una delle più note manifestazioni marosticensi, la Sagra delle ciliegie, con un minifestival nazionale per bambini, dove bambini provenienti da ogni parte d’Italia si esibivano accompagnati dai piccoli cantori di Marostica.
Dal 1980 il gruppo “I Ragazzi della ciliegia d’oro” cambia direzione artistica e a gestirne le sorti entra in qualità di direttrice Rosangela Ponso. Il lavoro comincia a farsi più specifico e i bambini vengono avvicinati allo studio dei vocalizzi e un po’ per volta introdotti allo studio di canti di diversa estrazione geografica e musicale, dal gregoriano ai primi esperimenti con la polifonia. Il coro parteciperà anche al “Trofeo del Sole”, concorso indetto dalla RAI, classificandosi nella rosa dei dieci cori vincitori.
Gli anni passano e il gruppo si evolve, dal 1991 la direzione viene assunta da Cinzia Zanon e il coro cambia nome diventando il coro “Gioventù in cantata” di Marostica a significare sia le giovani voci che cantano sia come queste giovani voci si augurano di “incantare” con la musica chiunque le ascolti. Il repertorio si amplia e i coristi affrontano brani sempre più complessi, spaziando dal gregoriano alla polifonia accompagnata, dalla musica sacra a quella popolare italiana e internazionale. 
Gioventù in Cantata è attualmente composto da oltre 60 elementi, provenienti prevalentemente dall’esperienza di corsi musicali di base.

## Attività
Gioventù in Cantata è una formazione che nel corso degli anni si è progressivamente trasformata sino a divenire una vera e propria scuola di “musica corale” attualmente convenzionata con il Conservatorio A. Pedrollo di Vicenza e caratterizzata dalla costante ricerca di nuovi repertori e di nuove forme di espressione artistica. Ne risultano un vasto repertorio e un ricco ventaglio di proposte, dal genere più classico fino alla musica contemporanea, interpretate con spiccata personalità grazie all’innesto, nella pratica musicale, di nuovi elementi di teatralità, gestualità e movimento curati da Giulia Malvezzi.
Sotto l’attenta e trainante conduzione della sua direttrice Cinzia Zanon, il coro prosegue il suo percorso con entusiasmante energia nell’intento di migliorarsi e di rinnovarsi continuamente regalando al pubblico genuine ed intense emozioni.
Il gruppo è altresì promotore di importanti eventi musicali (Primavera Musicale - Incontri corali Internazionali, Poesia in canto, etc.) con la consapevolezza che dall’incontro tra realtà diverse possano nascere rapporti di reciproco arricchimento.
Accanto all’attenzione per l’approfondimento e il miglioramento artistico e vocale (quest’ultimo curato individualmente dalla prof.ssa Manuela Matteazzi), viene costantemente sottolineato il valore educativo del “fare coro”: bambini, ragazzi e giovani vengono guidati nel condividere fatiche, nel riconoscere regole di comportamento e di relazione per raggiungere tutti assieme risultati e soddisfazioni comuni. Anche in virtù di queste motivazioni nel novembre del 2017 il gruppo ha conseguito l'ambito Premio Città di Marostica.
Gioventù in Cantata ha partecipato a numerosi Festival, Rassegne, Concorsi Nazionali ed Internazionali. 
Ricordando i più recenti, ad ottobre 2022 conquista il secondo posto al Gran Premio di Canto Corale Voci d’Italia, superando la selezione nazionale ed approdando alle finali con un punteggio molto alto. 
Nel luglio 2022 ha partecipato al I° Concorso Internazionale in Provenza conquistando due primi premi (categorie Cori Giovanili e Polifonia Sacra) e un secondo premio nella categoria Pop. 
Nel maggio 2017 ha vinto il primo premio di categoria al Concorso Nazionale di Vittorio Veneto e nello stesso mese, con la categoria Under 10, ha ottenuto il secondo posto al Concorso Nazionale “Il Garda in coro”, aggiudicandosi anche il Premio speciale per il migliore programma e migliore direttore. 
Si è imposto al 5º Concorso Internazionale “Il Garda in coro” (Malcesine, aprile 2016) vincendo il Gran Premio, il primo premio di categoria e ben tre Premi Speciali, tra cui quello per il miglior direttore. 
All'8º Festival della Coralità Veneta (ottobre 2014) ha ottenuto la fascia Eccellenza in due categorie di concorso, oltre a due premi speciali. Tale riconoscimento le ha permesso di essere selezionata nella rosa delle formazioni corali italiane e ha rappresentato la Regione Veneto all’Expo Milano 2015, esibendosi in una serie di concerti presso Palazzo Italia. 
Gioventù in Cantata ha tenuto innumerevoli concerti in diverse città italiane, ideato e proposto spettacoli: “I ragazzi che si amano”, “Emmanuele Dio con noi”, “I believe, coltivo l’albero della vita che vorrei”, “Smile” e il più recente “Panta Rei” e ha partecipato all’allestimento di importanti opere anche in prima nazionale, citiamo in particolare le tre opere liriche del M° Pierangelo Valtinoni: Pinocchio (2008), Regina delle Nevi (2011 e 2019) e Il Mago di Oz (2017).
La formazione ha effettuato tournée in Spagna, Ungheria, Austria, Germania, Belgio, Romania, Argentina e Brasile, Germania, Finlandia, Russia, Estonia, USA, Canada, Francia, Giappone, Australia, Svizzera, Filippine, Inner Mongolia e Cina, Indonesia (Bali) riscuotendo ovunque notevoli consensi.
Il coro ha prodotto 6 CD, il più recente, Music is MaGIC, è stato pubblicato nel gennaio del 2018.

## Palmarès
- 1989: Secondo premio al Concorso Nazionale di Mariano Comense
- 1991: Primo premio nella categoria voci bianche) e Terzo premio nella categoria voci pari al Concorso Internazionale di Stresa
- 1993: Secondo premio al V° Concorso Regionale per cori scolastici presso il Teatro Embassy di Treviso
- 1994: Secondo premio al Concorso Nazionale di Vittorio Veneto nella categoria voci bianche
- 1996: Primo premio al Concorso Nazionale Corale di Vittorio Veneto nella categoria voci bianche
- 1998: Quinto premio al XLV concorso polifonico internazionale “Guido d’Arezzo”
- 1999: Terzo posto al concorso Internazionale “In…canto sul Garda”; diploma d’oro ottenuto gareggiando nella categoria di musica sacra per cori giovanili come unica formazione di nazionalità italiana; premio speciale Miglior Direttore
- 2000: Secondo posto al Festival – Concorso Europeo della Musica Corale di Neerpelt (Belgio)
- 2001: Secondo posto al Concorso Nazionale per Voci Bianche nella categoria Canto Sacro a Malcesine
- 2004: Secondo posto nella categoria voci pari under 19 al Concorso Internazionale di Riva del Garda
- 2010: Partecipazione al 6º Festival della Coralità Veneta. La formazione ottiene 3 premi: fascia eccellenza nella categoria “Repertorio Polifonico d’autore sacro e/o profano”, Premio Speciale per la miglior interpretazione di un brano di categoria e Premio Speciale per il miglior progetto
- 2014: Partecipazione al 6º Festival della Coralità Veneta. La formazione ottiene quattro premi: Fascia di eccellenza nella categoria “Composizioni d’autore sacre e/o profane”; Fascia di eccellenza nella categoria “Composizioni, elaborazioni o arrangiamenti vocal pop-jazz, gospel e spirituals”; Segnalazione per il progetto “I Believe – Coltivo l’albero della vita che vorrei”; Premio Speciale per le migliori coreografie
- 2015: Partecipazione al concorso Andrea O. Veneracion International Choral Festival (Manila, Filippine)
- 2016: Partecipazione alla 5ª Edizione del Concorso Internazionale Garda in Coro. La formazione ottiene cinque premi: Primo classificato categoria Cori Giovanili; Premio Miglior Direttore alla Prof.ssa Cinzia Zanon; Premio speciale “Orlando Di Piazza”  per la miglior esecuzione di un brano di un compositore italiano vivente: “I believe in the beat” di Alberto Cenci; Premio Speciale per le migliori coreografie e movimenti scenici, curati da Giulia Malvezzi; Gran Premio “Garda in Coro”
- 2017: Partecipazione alla 51ª edizione del Concorso Nazionale Corale Città di Vittorio Veneto. La formazione ottiene due premi: Primo premio Categoria C – Vocal pop, jazz, gospel e spiritual; Premio Miglior coro veneto iscritto all’ASAC
- 2017: Partecipazione alla IX edizione del Concorso Nazionale “Il Garda in Coro”. La formazione ottiene tre premi: Secondo premio categoria Junior; Premio Speciale Miglior Direttore rilasciato a Cinzia Zanon; Premio Speciale “Dal lago al cielo” per il miglior programma di categoria
- 2022: Partecipazione alla Prima edizione del Concorso Internazionale in Provenza. La formazione ottiene tre premi: Primo premio nella categoria Cori Giovanili; Primo premio nella categoria Musica Sacra; Secondo premio nella categoria Pop
- 2022: Secondo posto al Gran Premio di Canto Corale Voci d'Italia
- 2023: Partecipazione alla Championship Round della dodicesima edizione del concorso corale internazionale di Bali in Indonesia. Ottenendo due premi: medaglia d'oro e terza posizione nella classifica generale nella categoria Teenagers Choir e medaglia d'oro e prima posizione nella classifica generale nella categoria Musica Sacra. Ottenendo inoltre il premio speciale per la presenza scenica.

## Tournée
1992 - Ungheria
1993 - Spagna
1996 - Ungheria
1997 - Germania e Austria
1999 - Germania
2000 - Belgio
2001 - Argentina e Brasile
2002 - Germania, Finlandia e Russia
2004 - USA e Canada
2006 - Francia e Svizzera
2007 - Giappone
2008 - Francia
2009 - Australia
2011 - Romania
2014 - Austria e Svizzera
2015 - Filippine
2016 - Finlandia, Russia e Estonia
2018 - Cina
2022 - Francia (Provenza)
2023 - Indonesia (Bali) e Australia

## Discografia
- 1995: A Ceremony of Carols, con le musiche di Benjamin Britten edito da Ruggenti Editore.
- [ 2004: Nostra Sorella Vecchiaia, brano composto da Paolo Zavallone per papa Giovanni Paolo II ]
- 2005: Cantate Domino

- 2007: Emmanuele, Dio con Noi  (CD + DVD)
- 2008: Souvenir d'Italie
- 2008: Poesia in Canto
- 2018: Music is MaGIC

## Social
Seguici sui nostri canali social! :)
IG: @gioventuincantata
FB: @gioventuincantata
YT: @gioventuincatata